# Mordellistena microgemellata
Mordellistena microgemellata es una especie de coleóptero de la familia Mordellidae.

## Distribución geográfica
Habita en Grecia.